# 기니 (지역)

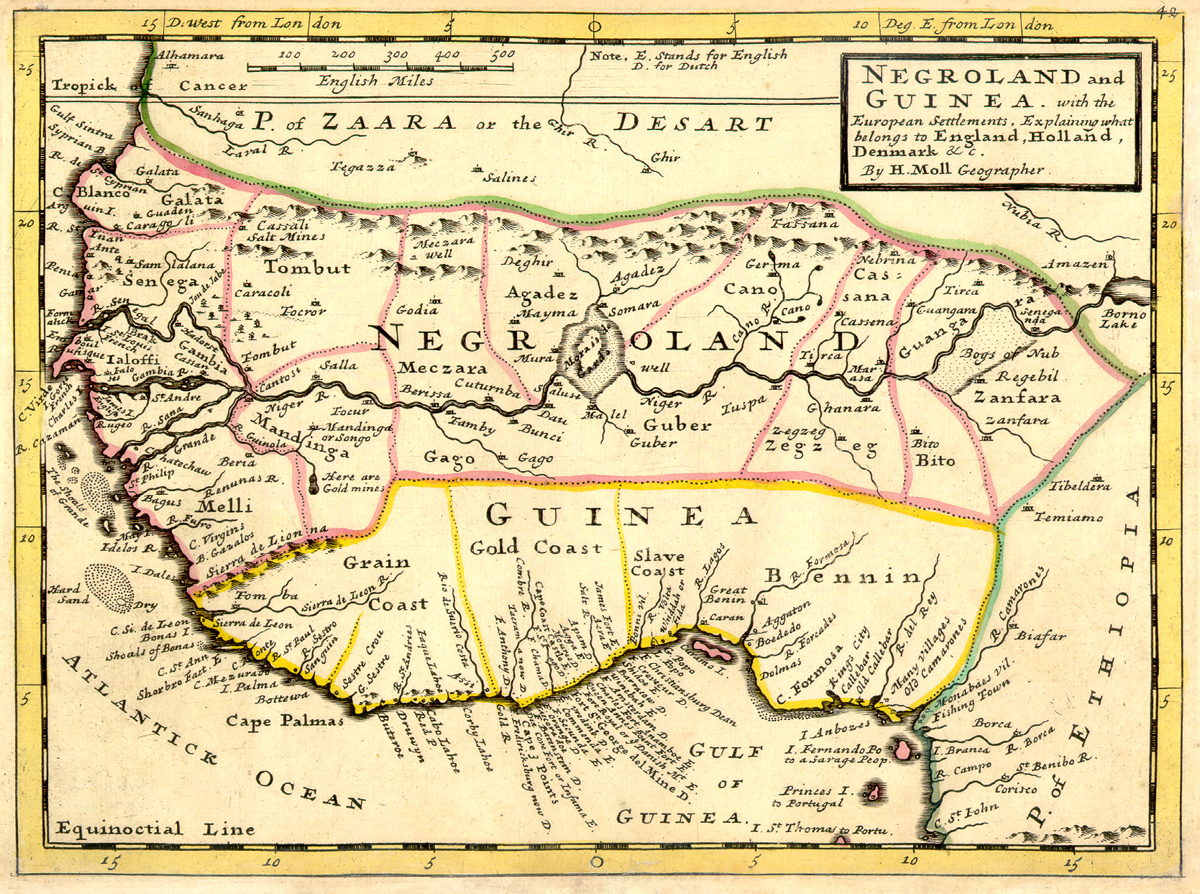
1727년 헤르만 몰(Herman Moll)의 유럽정착지, 네그로랜드(Negroland)와 기니(Guinea)

기니(Guinea)는 전통적으로 기니만을 따라 이어지는 서아프리카 해안 지역의 이름이다. 역사적으로 이 지역은 유럽인들이 사하라 이남 아프리카에서 교역을 한 첫 지역 중 하나였다. 북쪽으로 경계를 이루는 사헬 지대까지 자연적인 습윤 열대 숲 또는 사바나 지역이 해안가를 따라 뻗어 있다.

## 국가 목록
- 베냉 (다호메이)
- 코트디부아르 또는 아이보리코스트
- 적도 기니 (이전의 스페인령 기니)
- 감비아
- 가나 (이전의 황금 해안: 덴마크령 기니, 네델란드령 기니, 포르투갈령 황금해안(1차), 프로이센령 황금 해안과 스웨덴령 기니가 영국형 황금 해안에 흡수됨)
- 기니 (이전의 프랑스령 기니)
- 기니비사우 (이전의 포르투갈령 기니)
- 라이베리아
- 세네갈 (이전의 프랑스령)
- 시에라리온 (후추 해안의 영국령 일부, 원래 자유민 구역)
- 토고 (토고란드로 불린 이전의 독일령 기니)
- 남 나이지리아
- 서 카메룬 (이전의 독일령 기니)

## 같이 보기
- 서아프리카
- 뉴기니섬